# Страх дітей
Педофобія (від грец. παιδ- - дитина і φόβος - страх) — страх, викликаний присутністю або думкою про дітей чи немовлят. Емоційний стан страху, зневаги, відрази або упередженого ставлення до дітей або молоді. Педофобія в деяких випадках ідентична ефебіфобії.
Страх перед дітьми діагностували та лікували психіатри, під час досліджень вивчали наслідки різних форм лікування. Дослідження визначили страх перед дітьми як фактор, що впливає на біологічне зачаття у людей.
Педофобію не слід плутати з педіофобією (страх ляльок) або подофобією (страх ніг).

## Причини
Летті Коттін Погребін, редактор-засновник журналу Ms., діагностувала в Америці «епідемію педофобії», сказавши, що «хоч більшість із нас робить винятки для власних нащадків, ми, здається, не дуже сердечні до чужих дітей».
Один автор припускає, що причиною страху перед дітьми в академічних колах є чітке усвідомлення дорослими можливостей дітей: «Діти бентежать нас, тому що вони надто розумно й чітко вказують на наше заперечення особистої, матеріальної та материнської історії».
В одному звіті стверджується, що джерело сучасних тенденцій у страху перед дітьми має конкретне джерело: саме професор Школи менеджменту Каліфорнійського університету в Лос-Анджелесі Джеймс К. Вілсон ще у 1975 році допоміг зосередити увагу на проблемі педофобії, заявивши, що «критична маса молодших людей… створює вибухове зростання кількості злочинів».
Соціологи визначили «сучасні страхи щодо дітей і дитинства» як «сприяння безперервному соціальному конструюванню дитинства», припускаючи, що «відносини між поколіннями, у яких діти живуть в умовах авторитарних обмежень дорослих» впливають на багато аспектів суспільства.

## Зусилля зі зменшення проблеми
Декілька міжнародних рухів за соціальну справедливість, спрямованих на молодь, включно з дотриманням прав дітей та залученням молоді, зосереджені на спробах зменшити неувагу до потреб дітей або утисків молоді. Такі міжнародні організації, як Save the Children та Children's Defense Fund, займаються боротьбою з відкритою або прихованою дискримінацією. Проте деякі організації, особливо ті, що пов'язані з рухом за права молоді, стверджують, що ці рухи лише збільшують дискримінацію.
Організація Об'єднаних Націй створила Конвенцію про права дитини, яка безпосередньо спрямована на сприяння міжгенераційної справедливості між дітьми та дорослими.
Зростання страху перед дітьми в американській масовій культурі досліджується критично налаштованими медіааналітиками, які визначили наслідки педофобії, як у стрічках Disney, так і в фільмах жахів.
Інші автори та вчені, зокрема Генрі Жиру, Майк Малес та Барбара Кінґсолвер припускають, що популярний сучасний страх перед молоддю походить від корпоратизації ЗМІ через їх залученість до низки політичних та економічних інтересів.